# 雷德希爾 (肯塔基州艾倫縣)
雷德希爾（英語：Red Hill）是位於美國肯塔基州艾倫縣的一個非建制地區。

## 地理
雷德希爾所處的海拔為高於海平面195米（即640英呎），而該地所採用的時區為UTC-6，即北美中部時區（CST）。同時該地設有夏令時間，為UTC-6調快一小時，即UTC-5（CDT）。